# Internationaux de Tennis Feminin Nice
L'Internationaux de Tennis Feminin Nice è un torneo di tennis che faceva parte della categoria Tier II all'interno del WTA Tour. Si giocava a Nizza in Francia sul cemento indoor.

## Albo d'oro

### Singolare
| Anno | Vincitrice      | Finalista         | Punteggio |
| ---- | --------------- | ----------------- | --------- |
| 2001 | Amélie Mauresmo | Magdalena Maleeva | 6–2, 6–0  |

### Doubles
| Anno | Vincitrici                      | Finaliste                      | Punteggio     |
| ---- | ------------------------------- | ------------------------------ | ------------- |
| 2001 | Émilie Loit / Anne-Gaëlle Sidot | Kimberly Po / Nathalie Tauziat | 1–6, 6–2, 6–0 |